# Берјозовски (Свердловска област)
Берјозовски (рус. Берёзовский) град је у Русији у Свердловској области. Према попису становништва из 2010. у граду је живело 51.583 становника.

## Становништво
Према прелиминарним подацима са пописа, у граду је 2010. живело 51.583 становника, 4.839 (10,35%) више него 2002.
| 1939.  | 1959.  | 1970.  | 1979.  | 1989.  | 2002.  | 2010.  |
| ------ | ------ | ------ | ------ | ------ | ------ | ------ |
| 25.617 | 30.631 | 38.428 | 42.212 | 47.944 | 46.744 | 51.651 |